# Oberammergau
Oberammergau (južna bavarščina: Obaammagau) je občina v okrožju Garmisch-Partenkirchen na Bavarskem v Nemčiji. Malo mesto ob reki Ammer je znano po svojih lesenih rezbarjih in rezbarjih, po svoji Nato šoli in po vsem svetu zaradi svoje 380-letne tradicije prikazovanja pasijonskih iger.

## Zgodovina
Glede na kroniko pastorja Josepha Aloisa Daisenbergerja, ki je bil v Oberammergau od 1854 do 1883, je o keltskem naselju tam malo znanega.  To velja tudi za rimsko obdobje. Pokristjanjevanje tega območja je opravil menih Thosso. Bil je spremljevalec sv. Magnusa von Füssena.
Konec 9. stoletja se je Welf Ethiko naselil v Ammergau.  Podaril je tam samostan, ki je bil pod njegovimi nasledniki prenesen na Švabsko. Prihodki od obstoječega blaga so služili župniku v Ammertalu. Leta 1074 je podaril Welf IV. samostanu Rottenbuch. Od takrat pripada župniku v Ammergau. Okoli leta 1120 so Welfi v Oberammergau podarili cerkev. Po smrti svojega edinega sina leta 1167 je Welf VII. v spominu podaril samostanu Kempten nekaj dobrin v Ammertalu. Druge posesti je prodal cesarju Fridriku Barbarossi, Staufovcu. Po smrti Konradina so vse posesti Hohenstaufen pripadle leta 1269 vojvodi Ludviku Wittelsbachu. V lasti te bavarske knežje hiše so ostali do leta 1918.
Za Oberammergau je bilo posebej pomembno, ko je Ludvik Bavarski obljubil, da bo ustanovil samostan. Pri gradnji 1330 v Ettalu so kmetje prejeli dedne in gradbene pravice za svojo pomoč. Vitezi so v zameno zagotovili varnost. Z izgradnjo samostana je potekala tudi prenova poti iz Au (Oberau) čez  Kienberg v Ammergau. Lokalni vozniki Oberammergaua, imenovani Rottmänner, so bili odgovorni za določen del Rottstraße. Vsakdo je imel svojo vlogo pri ohranjanju in zagotavljanju, kot dobro poznano lokalno, za varen prevoz na svojem odseku. Kot dodaten privilegij je cesar Ludvik Bavarski Oberammergauerčanom leta 1332 dal skladovno pravico. To je pomenilo, da je bilo treba blago ponovno naložiti na vozila Rottleuteja in ponuditi v vasi. To je bila osnova za nastanek živahne trgovine med Italijo in Nemčijo. Od leta 1530 so vozniki dovolili, da zaračunajo krajcar za naložen Rottwagen. Proti koncu 16. stoletja so se Rottfuhrwesen vrnili, ko so trgovci iskali druge načine. Šele rezbarjenje je doživelo nadaljnji vzpon, zato je samostan Ettal izdal obrtniški red.
Do leta 1600 sta v Oberammergau obstajalo dva odbora. Svet šestih se je usmerjal s podporo "dvanajstih" usode kraja. Ti ljudje so bili izvoljeni za eno leto in so bili pod jurisdikcijo Ettala. Njihov nadrejeni je bil skrbnik Murnaua. Tam so potekala pogajanja o pomembnem "kriminalu". Daisenbergerjeva kronika poroča, da so bili domačini dobri, mnogi so bili uspešni. V tridesetletni vojni (1618-1648) so lokalni prebivalci nekajkrat trpeli zaradi prehoda cesarske vojske in (samo) enkrat pod napadom švedskih vojakov.
Rastoča populacija je na začetku 17. stoletja pripeljala do tega, da sta Ettalerjev opat Leonhard Hilpolt in Murnauerjev skrbnik Urban Morhard zagotovila prostovoljno ali prisilno izseljevanje nezakonito priseljenih.
Hofmark Oberammergau je bil del sodišča Murnau samostana Ettal in do leta 1803 sedež višjega in nižjega sodišča. Leta 1818 (po dunajskem kongresu) se je med upravnimi reformami v bavarskem kraljestvu razvila današnja občina, ki je pripadala okrožnemu sodišču Schongau.
Leta 1938 je skupnost postala sedež Wehrmachta. Tam so bili nameščeni predvsem gorski, novičarski in medicinski oddelki.
Med drugo svetovno vojno je bil jugovzhodno od vasi v nekdanji Hötzendorf-Gebirgsjägerkaserne zgrajen velik preskusni in proizvodni obrat za lovska letala podjetja Messerschmitt AG ("Oberbayerische Forschungsanstalt"). Prisilni delavci so morali zgraditi podzemno tovarno v goro Laber (predori in kaverne so bili izkopani v skali).

## Geografija
Oberammergau leži v naravnem parku Ammergauer Alpen

### Geologija
Ledeniki v ledenih dobah so oblikovali doline. Na robovih in na ledniških jezikih so zapustili moreno. V interglacijskem obdobju so se ledeniki stopili. Iz taline, ki se je umaknila iz Ammerja, so nastala jezera,. Odtočne vodne mase so zgradile kamnite grebene, ki so včasih nakopičile ovire in so prisilili vodo na obvoz. Z ruševinami je narava ustvarila temelje za kraje, kot so Ettal, Oberammergau in Unterammergau.
Le približno kilometer od središča mesta stoji "lokalna gora" Kofel na nadmorski višini 1342 m

### Podnebje
Z letno količino padavin 1471 milimetrov je Oberammergau ena od treh vasi z najmanj padavinami v Nemčiji.
Najbolj suh mesec je februar, julija najbolj dežuje. V najbolj deževnem mesecu je približno 2,6-krat več padavin kot najbolj suhem mesecu..

## Gospodarstvo

### Turizem
Približno polovica prebivalcev Oberammergaua je leta 2010 sodelovala v igri pasijona.
Več kot 2000 vaščanov je za občinstvo z vsega sveta izvedlo zgodbo o Jezusovem trpljenju. To je bilo delovno intenzivno skupnostno podjetje, v katerem so lahko sodelovali le prebivalci vasi. Predstave so potekale od sredine maja do začetka oktobra.
Igra ima velik gospodarski vpliv na Oberammergau. Obstaja lokalni izraz "Die Passion zahlt" ('Pasijon bo plačal za to') pri pojasnjevanju, kako je skupnost Oberammergau financirala gradnjo novega skupnega bazena, skupnostnega centra in drugih državljanskih izboljšav. Od leta 1930 se je število obiskovalcev gibalo med 420.000 in 530.000. Večina vstopnic se prodaja kot del paketa z eno ali dvema nočitvama.

### Tradicionalna umetnost
Vas je znana tudi po dolgi tradiciji obdelave lesa. Tu je bavarska šola rezbarjenja. Med slavnimi nekdanjimi študenti je nemški umetnik Wolfram Aichele. Njegova procesijska cerkvena palica, ki prikazuje Kristusa na oslu, je vidna v cerkvi sv. Petra in sv. Pavla. Na ulicah Oberammergau so številne trgovine z rezbarijami, ki segajo od verskih predmetov, do igrač in humornih portretov.
Umetnost rezbarstva sega v srednji vek. Leta 1111 je Rottenbucher poročal o menihih, ki so izdelovali stvari za gospodinjstvo. Na rezbarjenje verskih motivov je verjetno vplival bližnji samostan Ettal.
Oberammergau je znan tudi po svojih "Lüftlmalerei" ali freskah, tradicionalnih bavarskih tem, pravljic, verskih prizorov ali arhitekturnih trompe l'oeil najdenih na številnih domovih in stavbah. Lüftlmalerei je običajna v zgornji Bavarski, ime pa izhaja iz Oberamergaua, imenovanega Zum Lüftl, ki je bil dom fasadnega slikarja Franza Serapha Zwincka (1748–1792).
Vas je znana tudi po svoji verski umetnosti. Leseni kip Gospe dobrega potovanja iz Oberammergaua stoji v svetišču pristanišča v Bostonu v Massachusettsu.

## Galerija
- Primer Lüftlmalerei okrasitev doma v Oberammergau
- Primer Lüftlmalerei okrasitev domov v Oberammergau
- Prizorišče male rdeče kapice, ki krasi hišo
- Lüftlmalerei krasi pročelje Pilatushaus
- Prizorišče Passionspielhaus (2000)
- Prizor Križanja, Pasijon leta 1870
- Skupina križanja, darilo kralja Ludvika II. V sapomin na pasijon leta 1870
- Jaslice, ca. 1840
- Figure naprodaj
- Orgelska empora v župnijski cerkvi
- Kupola
- Kofel, hišna gora
- Oberammergau iz vrha Kofla
- Mesto in reka Ammer leta 1900